# Сила осциллятора
Сила осциллятора — безразмерная величина, определяющая вероятность переходов между энергетическими уровнями в квантовых (атомных, молекулярных, ядерных) системах. Она представляет собой отношение энергии излучателя к энергии гармонического осциллятора того же масштаба.
{\displaystyle f_{ji}={\frac {2m_{e}}{3\hbar ^{2}}}\left(E_{j}-E_{i}\right)\left(|\langle i|{\hat {R}}_{x}|j\rangle |^{2}+|\langle i|{\hat {R}}_{y}|j\rangle |^{2}+|\langle i|{\hat {R}}_{z}|j\rangle |^{2}\right)}
Операторы {\displaystyle {\hat {R}}_{x},{\hat {R}}_{y},{\hat {R}}_{z}} определяются как суммы соответствующих координат всех электронов в системе:
- {\displaystyle {\hat {R}}_{x}=\sum _{n=1}^{N}x_{n}}
- {\displaystyle {\hat {R}}_{y}=\sum _{n=1}^{N}y_{n}}
- {\displaystyle {\hat {R}}_{z}=\sum _{n=1}^{N}z_{n}}

{\displaystyle \langle i|{\hat {R}}_{x}|j\rangle =\sum _{n=1}^{N}\int \psi _{i}^{*}(x,y,z)\cdot x_{n}\cdot \psi _{j}(x,y,z)dx}
В частности, для дипольных одномерных переходов:
{\displaystyle f_{ij}={\frac {2m}{\hbar e^{2}}}\left(\omega _{i}-\omega _{j}\right)|\langle i|{\hat {D}}_{z}|j\rangle |^{2}}
Для определения дифференциальных сечений процессов возбуждения и ионизации атомов заряженными частицами используется так называемая обобщённая сила осциллятора. Так, если в процессе рассеяния электрону передан импульс {\displaystyle \hbar {\vec {k}}}, то обобщённая сила осциллятора определяется следующим образом:
{\displaystyle f_{ij}({\vec {k}})={\frac {2m}{\hbar {\vec {k}}^{2}}}\left|\sum _{n=1}^{N}\int \psi _{i}^{*}({\vec {r}}_{1}...{\vec {r}}_{N})\cdot e^{i{\vec {k}}{\vec {r}}_{n}}\cdot \psi _{j}({\vec {r}}_{1}...{\vec {r}}_{N})d{\vec {r}}_{1}...d{\vec {r}}_{N}\right|^{2}}